# Henny Porten

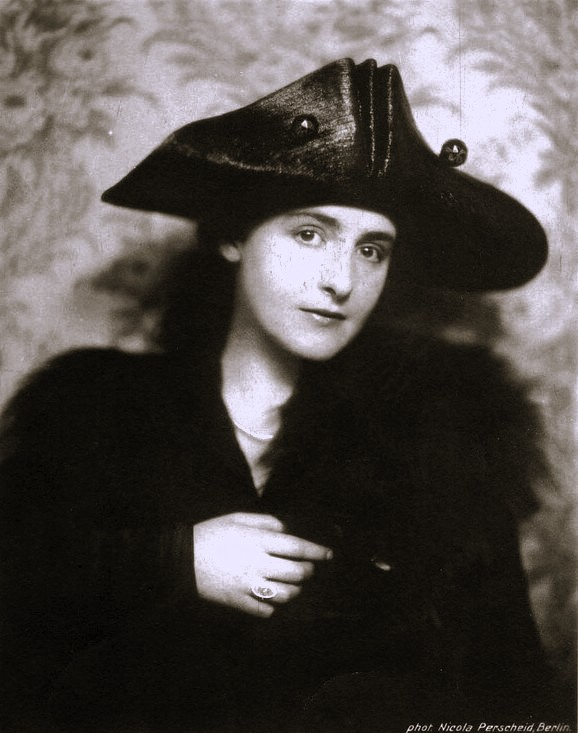
Henny Porten.

Henny Porten, född 7 januari 1890 i Magdeburg, död 15 oktober 1960 i Berlin, var en tysk filmskådespelare.
Porten debuterade 1910 och blev på några få år Tysklands främsta och en av världens mest kända filmskådespelerskor. Mot mitten av 1920-talet försvann hon från filmen för att 1933 återkomma, nu inom talfilmen.